# The Preppie Murder
The Preppie Murder (br: Assassinato no Central Park) é um filme estadunidense de 1989, do gênero drama policial, dirigido por John Herzfeld.

## Sinopse
Uma garota é morta no Central Park e após a investigação, descobre-se que o culpado era o rapaz com quem a vítima tinha saido na noite do crime. A história do filme foi baseada em um assassinato real, cometido por Rob Chambers, apelidado de Preppie Murder e o detetive responsável pelo caso, Mike Sheehan, fez uma aparição no filme.

## Elenco
- Danny Aiello -Det. Mike Sheehan
- William Baldwin - Robert Chambers
- Joanna Kerns - Linda Fairstein
- Lara Flynn Boyle - Jennifer Levin
- Sandra Bullock - Stacy